# Diocesi di Nsukka
La diocesi di Nsukka (in latino Dioecesis Nsukkana) è una sede della Chiesa cattolica in Nigeria suffraganea dell'arcidiocesi di Onitsha. Nel 2023 contava 1.103.961  battezzati su 1.593.655 abitanti. È retta dal vescovo Godfrey Igwebuike Onah.

## Territorio
La diocesi comprende sette Local Government Areas dello stato nigeriano di Enugu: Igbo Etiti, Igboeze North, Igboeze south, Isiuzo, Nsukka, Udenu e Uzo Uwani.
Sede vescovile è la città di Nsukka, dove si trova la cattedrale di Santa Teresa.
Il territorio è suddiviso in 220 parrocchie, raggruppate in 13 decanati.

## Storia
La diocesi è stata eretta il 19 novembre 1990 con la bolla Catholicum nomen di papa Giovanni Paolo II, ricavandone il territorio dalla diocesi di Enugu.

## Cronotassi dei vescovi
Si omettono i periodi di sede vacante non superiori ai 2 anni o non storicamente accertati.
- Francis Emmanuel Ogbonna Okobo (19 novembre 1990 - 13 aprile 2013 ritirato)
- Godfrey Igwebuike Onah, dal 13 aprile 2013

## Statistiche
La diocesi nel 2023 su una popolazione di 1.593.655 persone contava 1.103.961 battezzati, corrispondenti al 69,3% del totale.
| anno | popolazione | popolazione | popolazione | presbiteri | presbiteri | presbiteri | presbiteri                | diaconi | religiosi | religiosi | parrocchie |
| anno | battezzati  | totale      | %           | numero     | secolari   | regolari   | battezzati per presbitero | diaconi | uomini    | donne     | parrocchie |
| ---- | ----------- | ----------- | ----------- | ---------- | ---------- | ---------- | ------------------------- | ------- | --------- | --------- | ---------- |
| 1990 | 250.000     | 1.000.000   | 25,0        | 134        | 30         | 104        | 1.865                     |         | 158       | 149       | 21         |
| 1999 | 404.000     | 676.000     | 59,8        | 126        | 106        | 20         | 3.206                     |         | 128       | 57        | 28         |
| 2000 | 382.410     | 770.034     | 49,7        | 112        | 104        | 8          | 3.414                     |         | 138       | 61        | 42         |
| 2001 | 291.319     | 785.000     | 37,1        | 118        | 98         | 20         | 2.468                     |         | 149       | 66        | 49         |
| 2002 | 461.161     | 663.882     | 69,5        | 119        | 106        | 13         | 3.875                     |         | 107       | 66        | 47         |
| 2003 | 361.292     | 663.882     | 54,4        | 119        | 107        | 12         | 3.036                     |         | 100       | 66        | 51         |
| 2004 | 732.503     | 857.974     | 85,4        | 125        | 113        | 12         | 5.860                     |         | 96        | 59        | 53         |
| 2013 | 489.294     | 618.742     | 79,1        | 211        | 195        | 16         | 2.318                     |         | 130       | 76        | 100        |
| 2016 | 497.468     | 621.960     | 80,0        | 242        | 226        | 16         | 2.055                     |         | 90        | 67        | 163        |
| 2019 | 533.100     | 666.800     | 79,9        | 276        | 255        | 21         | 1.931                     |         | 194       | 100       | 185        |
| 2021 | 1.122.115   | 1.626.485   | 69,0        | 312        | 288        | 24         | 3.596                     |         | 215       | 106       | 193        |
| 2023 | 1.103.961   | 1.593.655   | 69,3        | 345        | 320        | 25         | 3.199                     |         | 204       | 96        | 220        |